# RJ버거의 하드타임즈
《RJ버거의 하드타임즈》(영어: The Hard Times of RJ Berger)는 2010년부터 2011년까지 방영된 시트콤이다.